# 李福嗣
李福嗣（631年—683年），《新唐书》作李福，字大雅，唐朝宗室，隴西狄道人。

## 生平
其父李靈龜本是太祖李虎弟弟李乞豆的玄孙，后来过继给楚哀王李智云（李詮，追赠使持節涼鄯廓蘭甘瓜會肅河洮旭疊宕岷芳等十五州諸軍事、涼州总管、上柱國、司徒公）。李靈龜袭封楚王，官至右領軍衛将军、使持節魏州諸軍事、魏州刺史。
龙朔元年（661年）十二月十日，李福嗣降封为楚國公。初任授曹州冤句縣令。改授尚乘奉御。不久担任左衛郎将，仍令仗内供奉。累遷右千牛衛中郎将、守右威衛将軍、檢校左羽林軍，奉敕兼教千牛三衛弓馬。又遷守左驍衛将軍，餘如故。后因病致仕，禄賜同京官，特给月俸。永淳二年（683年）七月廿九日，在東都道政之里第去世，时年五十三岁。詔贈使持節冀州諸軍事、冀州刺史，贈物一百五十段。嗣聖元年（684年）正月廿六日，夫妻合葬於萬年縣義豐鄉之见子原。

## 家庭

### 夫人
京兆韋氏（634年—662年），户部尚書義豐公韋沖之曾孫，銀青光禄大夫、太常卿、扶陽公韋挺之孫，朝散大夫，守邢州長史韋履道之女。龍朔二年（662年）閏七月九日在金城里第去世，时年二十九岁。咸亨三年二月十九日，瘗於先墳之側，嗣聖元年夫妻合葬。

### 子孙
- 李承业，嫡子
- 李承況，右羽林將軍，死于李重俊之变
  - 李孝嵩，襄州汉津府折冲都尉
    - 李迅，柱国、江陵府少尹

  - 李孝允，兵部员外郎
    - 李怀懋，太常博士
      - 李兆熙，义成军节度支使

    - 李怀虑，都水使者
      - 李澜，司勋郎中
        - 李正直，瀛州司马
          - 李行诩，天德军都防御团练使，赠楚国公
            - 李促，麟州团练副使
            - 李偁，盩厔县令

          - 李行谐，职方员外郎
            - 李傅，静难军兵马钤辖使
              - 李彦推，后唐寰州刺史
                - 李镔，辽朝浑源县令

          - 李行諠，凤翔府少尹

      - 李汧，进士